# Pattinaggio di velocità ai XXIII Giochi olimpici invernali - 1500 m femminile
La gara dei 1500 m femminile di pattinaggio di velocità dei XXIII Giochi olimpici invernali di Pyeongchang si è svolta il 12 febbraio 2018 sulla pista dell'ovale di Gangneung a partire dalle ore 21:30 (UTC+9).

## Record
Prima della manifestazione il record del mondo e il record olimpico erano i seguenti.
| Record mondiale | 1'50"85  | Heather Richardson-Bergsma Stati Uniti | 21 novembre 2015 Salt Lake City, Stati Uniti |
| Record olimpico | 1'53"51' | Jorien ter Mors Paesi Bassi            | 16 febbraio 2014 Soči, Russia                |

## Risultati
| Pos.    | Batteria | Corsia | Atleta                   | Nazione       | Tempo   | Distacco | Note |
| ------- | -------- | ------ | ------------------------ | ------------- | ------- | -------- | ---- |
| Oro     | 11       | O      | Ireen Wüst               | Paesi Bassi   | 1:54.35 | —        |      |
| Argento | 14       | O      | Miho Takagi              | Giappone      | 1:54.55 | +0.20    |      |
| Bronzo  | 12       | I      | Marrit Leenstra          | Paesi Bassi   | 1:55.26 | +0.91    |      |
| 4       | 13       | I      | Lotte van Beek           | Paesi Bassi   | 1:55.27 | +0.92    |      |
| 5       | 7        | O      | Brittany Bowe            | Stati Uniti   | 1:55.54 | +1.19    |      |
| 6       | 2        | O      | Nao Kodaira              | Giappone      | 1:56.11 | +1.76    |      |
| 7       | 10       | I      | Ida Njåtun               | Norvegia      | 1:56.46 | +2.11    |      |
| 8       | 14       | I      | Heather Bergsma          | Stati Uniti   | 1:56.74 | +2.39    |      |
| 9       | 7        | I      | Natalia Czerwonka        | Polonia       | 1:57.85 | +3.50    |      |
| 10      | 4        | O      | Francesca Lollobrigida   | Italia        | 1:57.94 | +3.59    |      |
| 11      | 8        | I      | Nikola Zdráhalová        | Rep. Ceca     | 1:58.03 | +3.68    |      |
| 12      | 6        | I      | Gabriele Hirschbichler   | Germania      | 1:58.24 | +3.89    |      |
| 13      | 12       | O      | Katarzyna Bachleda-Curuś | Polonia       | 1:58.53 | +4.16    |      |
| 14      | 5        | O      | Noh Seon-yeong           | Corea del Sud | 1:58.75 | +4.40    |      |
| 15      | 11       | I      | Brianne Tutt             | Canada        | 1:58.77 | +4.42    |      |
| 16      | 13       | O      | Ayaka Kikuchi            | Giappone      | 1:58.92 | +4.57    |      |
| 17      | 8        | O      | Luiza Złotkowska         | Polonia       | 1:58.99 | +4.64    |      |
| 18      | 5        | I      | Yekaterina Aydova        | Kazakistan    | 1:59.05 | +4.70    |      |
| 19      | 9        | O      | Kali Christ              | Canada        | 1:59.42 | +5.07    |      |
| 20      | 10       | O      | Hao Jiachen              | Cina          | 1:59.58 | +5.23    |      |
| 21      | 1        | I      | Josie Morrison           | Canada        | 1:59.77 | +5.42    |      |
| 22      | 4        | I      | Mia Manganello           | Stati Uniti   | 1:59.93 | +5.58    |      |
| 23      | 3        | I      | Tian Ruining             | Cina          | 2:00.29 | +5.94    |      |
| 24      | 9        | I      | Roxanne Dufter           | Germania      | 2:00.33 | +5.98    |      |
| 25      | 2        | I      | Francesca Bettrone       | Italia        | 2:00.43 | +6.08    |      |
| 26      | 6        | O      | Huang Yu-ting            | Taipei cinese | 2:18.84 | +24.49   |      |
| -       | 3        | O      | Maryna Zuyeva            | Bielorussia   | DQ      |          |      |

TR = Record della pista, DQ = Squalificata